# Bahnhof Irrenlohe
Der Bahnhof Irrenlohe ist ein Bahnhof im Schwandorfer Stadtteil Irlaching und knapp 1,5 Kilometer südlich des Dorfes Irrenlohe. Er ist ein Trennungsbahnhof, in dem die Bahnstrecke von Nürnberg in die Strecke Regensburg–Weiden mündet.

## Geschichte
Der Bahnhof entstand ebenfalls mit der Verbindung von Regensburg nach Nürnberg. Er wurde am 12. Dezember 1859 eröffnet.
Mit der Abzweigung Richtung Weiden wurde auch Irrenlohe zu einem kleinen Eisenbahnknoten.
Der Bahnhof wurde im Zweiten Weltkrieg bombardiert.
Im Bahnhof bestanden drei mechanische Stellwerke, ein Befehlsstellwerk und zwei Wärterstellwerke der Bauform Einheit. Am 25. März 1969 wurden diese durch ein Relaisstellwerk der Bauform Sp Dr L30 ersetzt.
Anfang der 2020er Jahre wurde das Empfangsgebäude renoviert.
Weshalb der Bahnhof Irrenlohe und nicht Irlaching heißt, liegt daran, dass die Irlachinger Bevölkerung kein großes Interesse am Bahnanschluss zeigte und deshalb der Bahnhofsbau von Irrenlohe bezahlt wurde.
Aus dem Tagebuch von Josef Ebensberger († 2013):

Die Bahnstrecke Regensburg–Hersbruck wurde 1859 in Betrieb genommen. Der kleine Ort Irrenlohe baute einen Bahnhof ca. 500 Meter vom Ortsrand entfernt (Heute ein Antiquitätenhandel). Durch den Bau der Bahnlinie nach Weiden (1863) wurde der Bahnhof wegen der günstigeren Abzweigung 1,5 km weiter Richtung Schwandorf verlegt wo gerade der Weiler Irlaching entstand. So kam der Bahnhof Irrenlohe ins Schwandorfer Irlaching.
Der Komponist Franz Schreker wurde 1919 bei der Durchfahrt durch den Bahnhof zu seiner Oper Irrelohe inspiriert.

## Infrastruktur und Verkehr
Der Bahnhof besitzt fünf Hauptgleise, von denen das Gleis 1 durch einen Hausbahnsteig und die Gleise 2 und 3 durch einen Mittelbahnsteig mit höhengleichem Bahnsteigzugang erschlossen sind.
Der Bahnhof Irrenlohe wird im Stundentakt von Regionalbahn-Zügen der Linie RB 23 (Regensburg–Marktredwitz) als Bedarfshalt bedient. Zudem halten morgens einzelne Züge der Linien RE 40, RE 43 oder RE 47.
Im Jahr 2018 lag die durchschnittliche werktägliche Anzahl Ein- und Aussteiger im Bahnhof unter 100.